# Driver (film)
Driver (originaltitel: The Driver) är en amerikansk kriminal-action-thrillerfilm från 1978, skriven och regisserad av Walter Hill. Huvudrollerna spelas av Ryan O'Neal, Bruce Dern och Isabelle Adjani. Filmen blev känd för bland annat sina actionfyllda biljakter.

## Handling
The Driver (Ryan O'Neal) livnär sig på att stjäla bilar för att använda dem som flyktfordon vid stora rån. Hack i häl på The Driver är en polisman (Dern), som har gett öknamnet "Cowboy" till The Driver, och är fast besluten att sätta dit honom. "Jag ska fånga cowboyen som aldrig har fångats", berättar han för The Driver tidigt i filmen. Detektiven blir så besatt av att besegra The Driver att han själv iscensätter ett bankrån för att locka honom i fällan och gripa honom. Men polismannens plan, som han har satsat sin yrkesvärdighet på, går snett: både han och The Driver luras av en tredje part.

## Medverkande (urval)
- Ryan O'Neal – The Driver
- Bruce Dern – The Detective
- Isabelle Adjani – The Player
- Ronee Blakley – The Connection
- Matt Clark – Red Plainclothesman
- Felice Orlandi – Gold Plainclothesman

## Kuriosa
- Ryan O'Neals rollfigur säger bara 350 ord i hela filmen.
- Inte en enda person i hela filmen nämns vid namn, utan istället kallas de efter vad de har för roll eller uppdrag i filmen, såsom "The Driver" ("Föraren").
- Den orangea Mercedesen som elegant förstörs i parkeringshus-scenen auktionerades senare ut. Köparen, den brittiske filmbil-samlaren Ian Jackson, köpte bilen för en okänd summa, men som troligtvis låg mellan £8.000.000 och £9.000.000.[källa behövs]
- Filmen tänktes ursprungligen vara över två timmar lång. I många år stod det på VHS-fodralen att filmen var över två timmar lång, även om den alltid endast har varit 90 minuter lång. Endast en gång har den längre versionen visats, på en bio i Hollywood. Den förlängda versionen innehåller fler biljakter och mer karaktärsutveckling.